# Francisco Pacheco y Carvajal
Francisco Pacheco y Carvajal (siglos XVI-XVII) fue un funcionario español que fue nombrado gobernador de Nueva Vizcaya en 1601 y de Costa Rica en 1602, sin que llegara a asumir ninguno de los dos cargos.
Según algunos autores, nació en Ciudad Rodrigo, Salamanca, hijo de Juan de Mayorga y Ana Pacheco, y pasó a América con el cargo de contador de la Real Caja de Yucatán, aunque es posible que estos datos se refieran a otro individuo del mismo nombre, ya que en ellos no figura con el apellido Carvajal. 
En 1598 se encontraba en México y fue comisionado por el virrey de Nueva España Gaspar de Zúñiga Acevedo y Velasco, conde de Monterrey, para realizar como juez congregador la congregación de los pueblos indígenas ubicados entre los ríos de Alvarado (río Papaloapan) y río de Guaspaltepec (río Tesechoacán), sobre lo cual escribió una interesante relación, publicada en 1600. Con esos pueblos de creó un corregimiento que comprendió Otatitlán, Tlacojalpan, Chacaltianguis y Tesechoacán, así como Xochiapan, Chilapa y Mixtán.
En 1601 fue nombrado gobernador de Nueva Vizcaya, cargo que desempeñaba Rodrigo de Vivero y Velasco, pero el 21 de junio de 1602, antes de que asumiera esa gobernación, el rey Felipe III lo nombró gobernador de Costa Rica, por haber fallecido en 1599 el gobernador Fernando de la Cueva y Escobedo, y solicitó licencia para efectuar el viaje. En su solicitud indica que era soltero y estaba pobre. Sin embargo, por razones que se desconoce no asumió el cargo y en su lugar se designó el 19 de febrero de 1603 a Juan de Ocón y Trillo. Es posible que falleciera antes de asumir el cargo.